# Vicia lathyroides
Vicia lathyroides (Spring Vetch) là một loài thực vật thuộc Chi Đậu răng ngựa (Vicia). Loài này bản địa châu Âu và tây Á và cũng hiện diện ở các châu lục khác dưới dạng cây du nhập.

## Hình ảnh

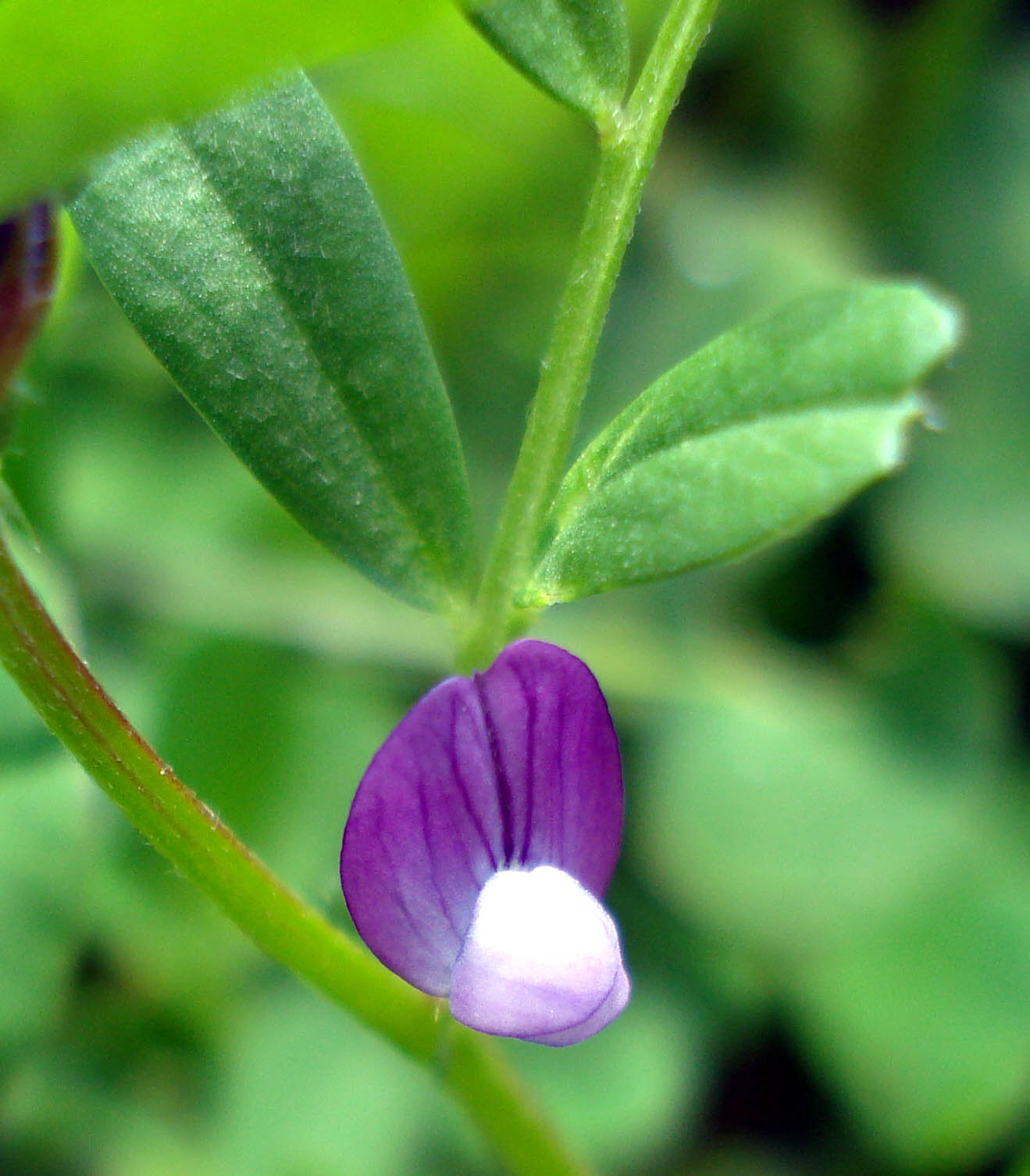
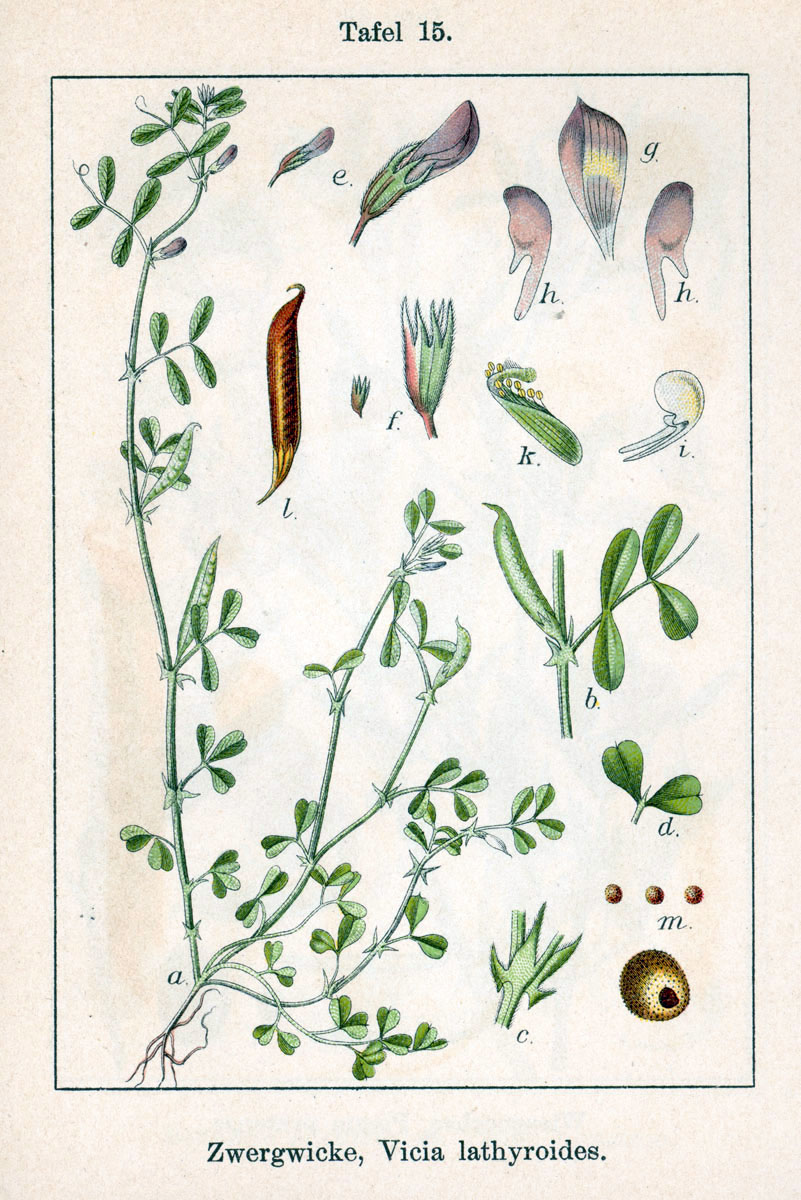
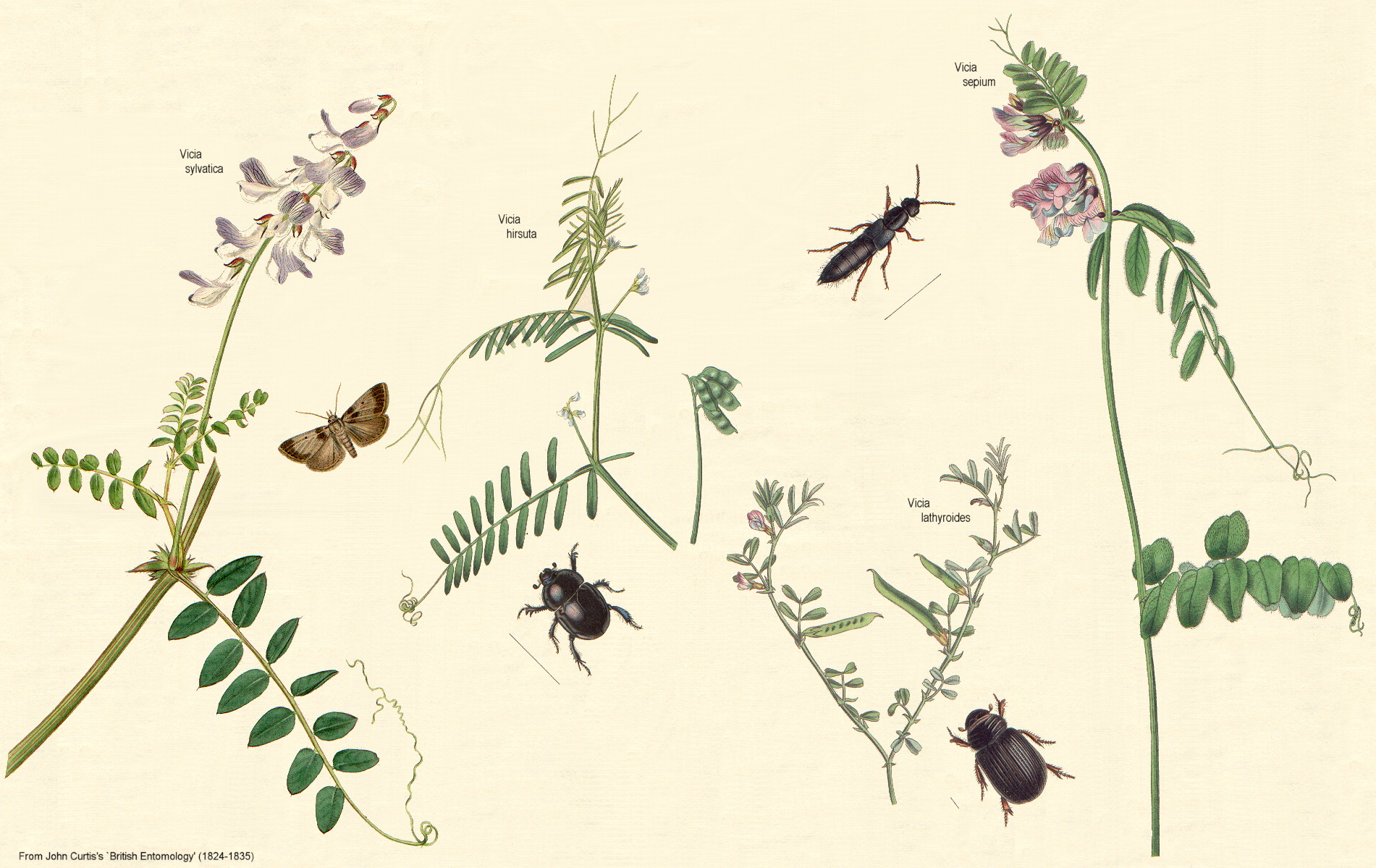
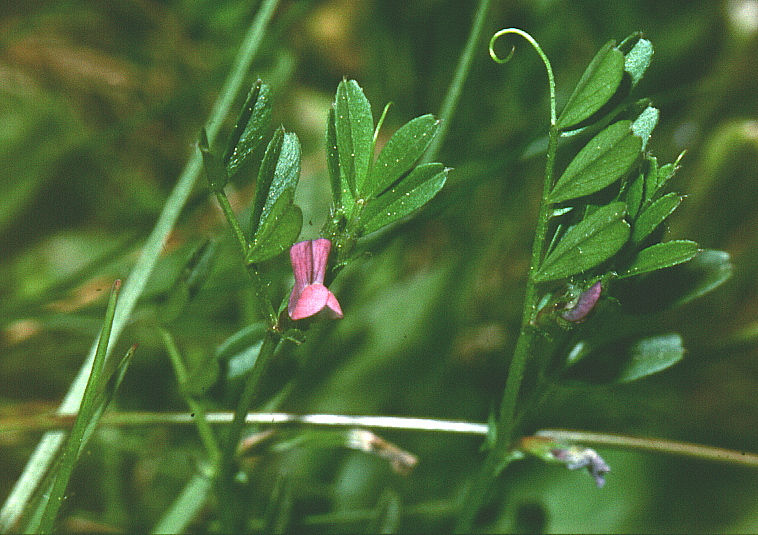